# Шериф Лојо
Шериф Лојо (Брод, код Фоче, 1920 — Боровно брдо, 5. јун 1943), учесник Народноослободилачке борбе и народни херој Југославије.

## Биографија
Рођен је 1920. године у Броду код Фоче, у сиромашној породици. Након завршетка основне школе у Фочи, породица није имала новца за његово даље школовање, па је до Априлског рата 1941. радио као сплавар на Дрини.
Након избијања оружаног устанка, Лојо се прикључио Народноослободилачком покрету. По ослобђењу Фоче јануара 1942. године, ступио је у новоформирану Фочанску омладинску чету, која је ушла у састав Крагујевачког батаљона Прве пролетерске бригаде. Истакао се већ у својој првој борби, у нападу на четничке положаје на путу Међеђа–Перушићи–Дуб, према Рогатици. У бригади је убрзо примљен за члана Комунистичке партије Југославије.
Учествовао је у нападу на касарну у Коњицу и у нападу на Бугојно 20./21. јула. У нападу на Ливно 4./5. августа, омладинска чета заузела је самостан са усташком посадом, а Лојо је са бомбашима учествовао у чишћењу пута партизанима. Лојој се поновно истакао крајем новембра 1942, када је омладинска чета у саставу бригаде напала Ситницу, у јуришима на усташе и Немце код Горњег Вакуфа 4. марта 1943, у јуришу на четничке положаје на Буквицама код Калиновика 19./20. марта, у заузимању Крчиног брда након форсирања Дрине, те у јуришу на утврђене италијанске положаје на Капку.
У бици на Сутјесци, на сектору Валенићи–Ћелебић, 26. маја омладинска чета одбацила је напад непријатеља на стази према Узлупу на Тари, након чега је колона болнице и рањеника могла да настави пут стазом према Тари.
Погинуо је на Боровном брду заједно са петнаест бораца, 5. јуна 1943. године, у јуришу за Немцима када су га погодили рафали из непријатељских митраљеза на Кошуру.
Указом Президијума Народне скупштине Федеративне Народне Републике Југославије, 20. децембра 1951. године, проглашен је за народног хероја.